# Liste von Terroranschlägen in Griechenland
Die Liste von Terroranschlägen in Griechenland beinhaltet eine Übersicht über in Griechenland verübte Terroranschläge.

## Erläuterung
In der Spalte Politische Ausrichtung ist die politische bzw. weltanschauliche Einordnung der Täter angegeben: faschistisch, rassistisch, nationalistisch, nationalsozialistisch, sozialistisch, kommunistisch, antiimperialistisch, islamistisch (schiitisch, sunnitisch, deobandisch, salafistisch, wahhabitisch), hinduistisch. Bei vorrangig auf staatliche Unabhängigkeit oder Autonomie zielender Ausrichtung ist autonomistisch vorangestellt, gefolgt von der Region oder der Volksgruppe und ggf. weiteren Merkmalen der Täter: armenisch, irisch (katholisch), kurdisch, tirolisch, tschetschenisch, dagestanisch, punjabisch (sikhistisch), palästinensisch.
Die Opferzahlen der Anschläge werden farbig dargestellt:

Die Zahl bei den Anschlägen getöteter/verletzter Täter ist in Klammern ( ) gesetzt.

## Liste
| Datum/Beginn       | Ort    | Artikel/Quelle(n)             | Täter                                       | Politische Ausrichtung                                       | Mittel              | Ziel                   | Tote | Verletzte | Hintergrund                           |
| ------------------ | ------ | ----------------------------- | ------------------------------------------- | ------------------------------------------------------------ | ------------------- | ---------------------- | ---- | --------- | ------------------------------------- |
| 08. September 1974 |        | TWA-Flug 841 1974             | PFLP-GC                                     | autonomistisch-palästinensisch                               | Sprengstoff         | Flugzeug               | 88   | 0         | Israelisch-Palästinensischer Konflikt |
| 22. Juli 1981      | Piräus | [ 1 ]                         | PFLP                                        | autonomistisch-palästinensisch                               | Pistole, Sprengsatz | Verkehrsbüro           | 2    | 70        | Israelisch-Palästinensischer Konflikt |
| 14. Mai 1984       | Athen  | [ 2 ]                         | vermutlich Abu Nidal Organisation           | autonomistisch-palästinensisch                               | Sprengstoff         | Geschäft               | 0    | 80        | Israelisch-Palästinensischer Konflikt |
| 02. Februar 1985   | Athen  | [ 3 ]                         | Ethniko Metopo                              | nationalistisch, patriotisch, konservativ, antikommunistisch | Sprengstoff         | Bar                    | 0    | 80        |                                       |
| 14. Juni 1985      |        | Trans-World-Airlines-Flug 847 | Organisation für die Unterdrückten der Welt |                                                              | Entführung          | Flugzeug               | 1    |           | Libanesischer Bürgerkrieg             |
| 11. Juli 1988      | Athen  | [ 4 ]                         | Abu-Nidal-Organisation                      | autonomistisch-palästinensisch                               | Schusswaffen        | Schiff "City of Poros" | 9    | 98        | Israelisch-Palästinensischer Konflikt |